# Ptesimopsia candezei
Ptesimopsia candezei là một loài bọ cánh cứng trong họ Elateridae. Loài này được Fauvel miêu tả khoa học năm 1861.